# STS-51-F
STS-51-F var den nittonde flygningen i det amerikanska rymdfärjeprogrammet och den åttonde i ordningen för rymdfärjan Challenger. Den sköts upp från Pad 39A vid Kennedy Space Center i Florida den 29 juli 1985. Efter nästan åtta dagar i omloppsbana runt jorden återinträdde rymdfärjan i jordens atmosfär och landade vid Edwards Air Force Base i Kalifornien. 
Flygningen är den enda där en av färjans huvudmotorer stoppats under uppskjutningen.

## Start och landning
Total uppdragslängd: 07:16:45:00
Vid ett uppskjutningsförsök den 12 juli 1985 från Pad 39A vid Kennedy Space Center i Florida startade färjans huvudmotorer som vanligt några sekunder före uppskjutningen, men vid T-3 sekunder stoppade alla färjans tre motorer på grund av en krånglande ventil i en av de tre motorerna.
Uppskjutningen skedde klockan 17:00 (EDT) 29 juli 1985 från Pad 39A vid Kennedy Space Center i Florida.
Uppskjutningen försenades drygt en och en halv timme på grund av kommunikationsproblem.
Fem minuter och 45 sekunder efter start stängdes färjans första huvudmotor av automatiskt på grund av att en sensor indikerade onormalt hög temperatur i motorn. Även huvudmotor nummer två skulle stannat av samma orsak om inte en tekniker snabbt kopplat ur säkerhetsfunktionen. Med endast två fungerande huvudmotorer kunde inte färjan nå den planerade omloppsbanan, istället gick man in i en lägre omloppsbana.
Landningen skedde klockan 12:45 (PDT) 6 augusti 1985 vid Edwards Air Force Base i Kalifornien.

## Uppdragets mål
Huvuduppgiften för detta uppdrag var att som del av SPACELAB-uppdragen verifiera att alla system på satelliten fungerade korrekt.